# SkyTeam

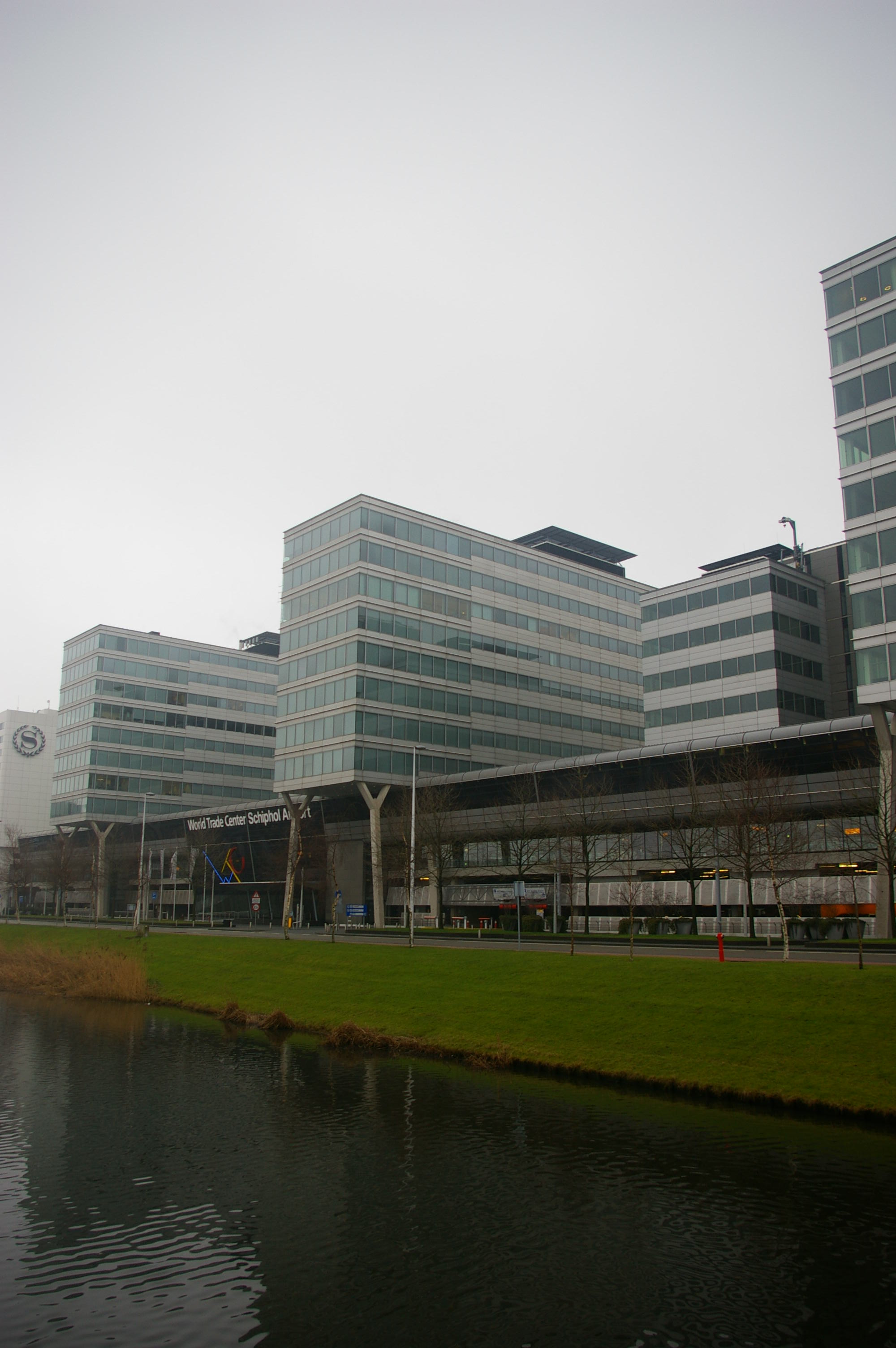
Trung tâm thương mại thế giới Schiphol, nơi đặt văn phòng chính của SkyTeam

SkyTeam là một Liên minh Hàng không có trụ sở quản lý là SkyTeam Central, đặt tại Trung tâm thương mại Sân bay Schiphol trong khuôn viên Sân bay Amsterdam Schiphol, Haarlemmermeer, Hà Lan. Skyteam là một trong 3 liên minh hàng không lớn nhất thế giới. SkyTeam được thành lập vào tháng 6 năm 2002, bởi các hãng hàng không Aeroméxico, Air France, Delta Air Lines và Korean Air. Là Liên minh Hàng không cuối cùng được thành lập trong ba Liên minh Hàng không lớn của Thế giới nhưng SkyTeam đã phát triển thành Liên minh Hàng không lớn thứ hai trên thế giới (về số lượng hành khách và số hãng thành viên), sau Star Alliance và trước Oneworld. Tính đến tháng 3 năm 2014, Liên minh có 20 hãng vận chuyển phân bố trên năm lục địa, với khẩu hiệu "Caring more about you" (tạm dịch: Quan tâm tới bạn nhiều hơn). SkyTeam cũng điều hành một liên minh vận chuyển hàng hóa có tên là SkyTeam Cargo. Đến tháng 10 năm 2010, liên minh cùng các thành viên có lượng nhân công là 316.445 người.
Vào năm 2004, liên minh chứng kiến sự mở rộng lớn nhất của mình khi Continental Airlines, KLM và Northwest Airlines cùng trở thành thành viên chính thức. Vào năm 2010, liên minh đã tổ chức sinh nhật lần thứ 10, đồng thời ra mắt hình ảnh nhận dạng SkyTeam, bốn hãng hàng không mới gia nhập và nâng cấp vai trò, tiếp theo là thông báo các hãng Aerolíneas Argentinas, China Eastern Airlines, China Airlines, Garuda Indonesia trở thành thành viên chính thức. Tháng 1 năm 2011, SkyTeam thông báo Saudi Arabian Airlines và Middle East Airlines cũng sẽ gia nhập SkyTeam vào năm 2012.
Đến tháng 10 năm 2010, SkyTeam có chuyến bay đến 899 sân bay tại 169 quốc gia. Liên minh điều hành hơn 12.500 chuyến bay với một đội bay phối hợp có 3.400 máy bay (tính cả các hãng kết giao). Ngoài ra, liên minh có 420 sân bay trên khắp thế giới để phục vụ 385 triệu hành khách hàng năm. Ngoài vận chuyển hành khác, SkyTeam còn vận hành một liên minh vận tải hàng hóa riêng biệt – SkyTeam Cargo – gồm tám hãng hàng không đều là thành viên của SkyTeam.

## Lịch sử

### Thành lập và những năm đầu

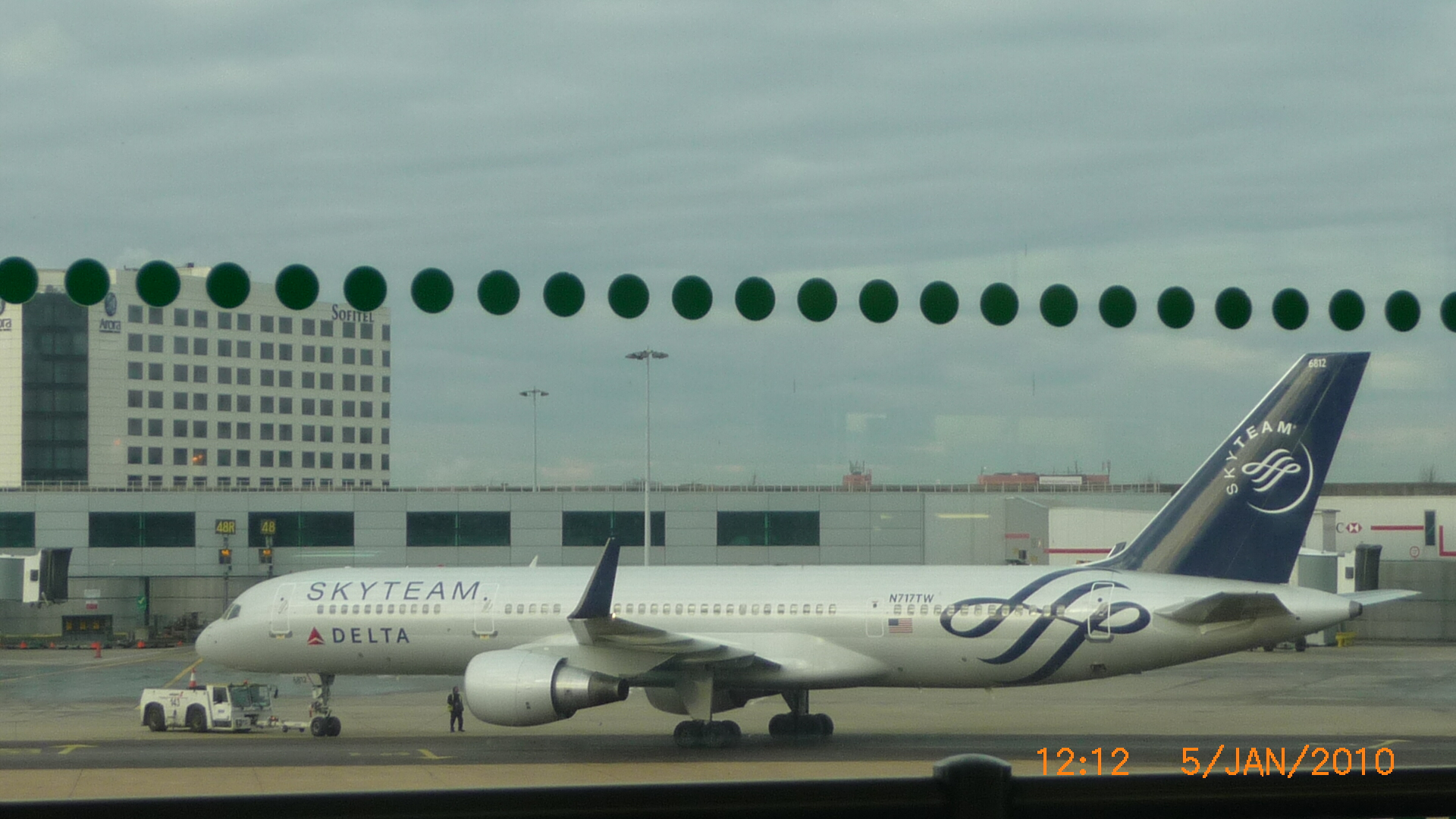
Một chiếc Boeing 757-200 của hãng Delta Air Lines (N717TW) với đồng phục SkyTeam

Ngày 22 tháng 6 năm 2000, đại diện của bốn hãng Aeroméxico, Air France, Delta Air Lines và Korean Air đã nhóm họp tại New York và thông báo thành lập liên minh hàng không thứ ba, đặt tên là SkyTeam™. Ngay khi hình thành, SkyTeam cung cấp cho khách hàng tổng cộng 6402 chuyến bay hàng ngày đến 451 điểm đến, trong 98 quốc gia.
Vào tháng 9 năm 2000, liên minh thành lập nên liên minh vận tải hàng hóa, SkyTeam Cargo™, liên minh này tập trung nhiều hơn đến vận tải hàng hóa. Các thành viên trong buổi lễ khánh thành có Aeromexpress, Air France Cargo, Delta Air Logistics và Korean Air Cargo. Một tháng sau đó, liên minh hàng không mới thành lập đã thông báo dự định trao quyền thành viên cho CSA Czech Airlines.
Năm 2001 chứng kiến sự gia nhập của CSA Czech Airlines vào ngày 25 tháng 3 và Alitalia ngày 27 tháng 7. Đến ngày 30 tháng 9, liên minh nhận được đơn xin gia nhập của KLM, sau khi hãng này có kế hoạch tạo dựng một nhóm hãng hàng không hàng đầu cùng với Air France. Vào năm 2003, hãng con của Delta là Delta Express được thay thế bởi Song. Cũng trong năm đó, SkyTeam ra mắt một website mới, nhấn mạnh việc tăng thông tin và tính tương tác đến với hành khách.

### Mở rộng quy mô nhất

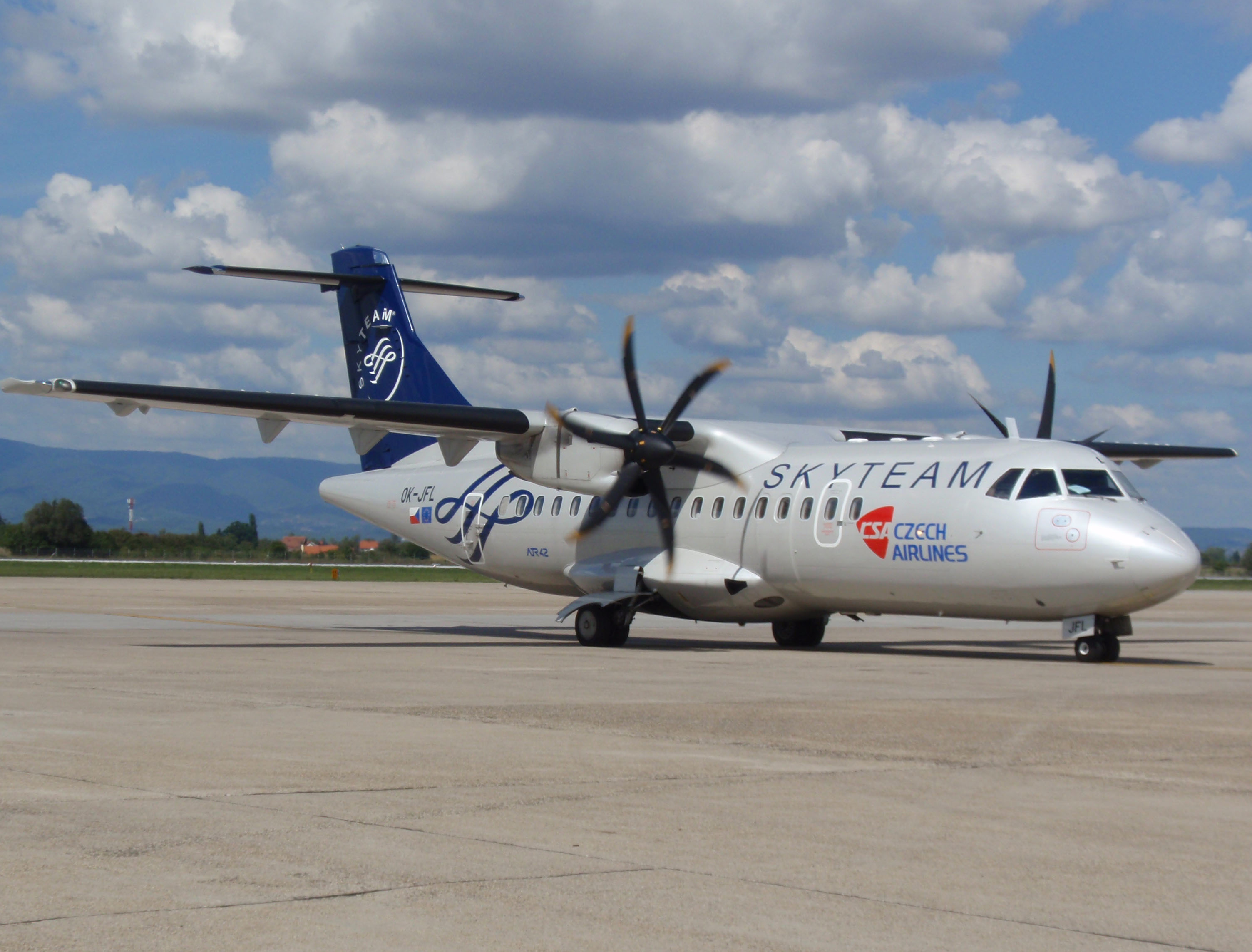
Một chiếc ATR 42 (OK-JFL) của Czech Airlines. Đây là hãng đầu tiên được gia nhập vào liên minh

Vào ngày 24 tháng 5 năm 2004, Aeroflot, hãng hàng không quốc gia của Nga, đã ký một bản ghi nhớ với SkyTeam về việc gia nhập liên minh với tư cách thành viên chính thức. Sự kiện này diễn ra tại Điện Kremli, sau khi hãng đã nộp đơn xin gia nhập vào đầu năm. SkyTeam nói rằng Aeroflot chưa thỏa mãn các tiêu chuẩn của liên minh, nhưng mạng lưới hoạt động lớn của hãng hàng không này có lợi cho liên minh.
Vào ngày 28 tháng 8, China Southern Airlines, hãng hàng không lớn nhất ở Cộng hòa Nhân dân Trung Hoa, đã ký thỏa thuận ban đầu tại Quảng Châu, để trở thành thành viên của liên minh. Với sự có mặt của một số quan chức Trung Quốc và của hãng hàng không, ông Nhan Chí Khanh, chủ tịch China Southern Airlines, đã nói, "Việc ký kết thỏa thuận là sự bước tiến quan trọng vào tương lai của China Southern Airlines để đáp ứng nhu cầu cải cách và mở cửa với cộng đồng thế giới, cũng như tăng cường sự hợp tác quốc tế và cạnh tranh toàn cầu."
Vào ngày 13 tháng 9, Continental Airlines, KLM và Northwest Airlines gia nhập liên minh. Việc các hãng này gia nhập cùng lúc trở thành sự kiện mở rộng quy mô nhất trong lịch sử của liên minh. Kể từ lúc này, SkyTeam đã vượt qua Oneworld để trở thành liên minh lớn thứ hai, phục vụ hơn 34 triệu hành khác với 14.320 chuyến bay hàng ngày đến 658 điểm đến ở 130 quốc gia.

### 2005–2006
Mặc dù hãng thành viên CSA Czech Airlines hứa sẽ giúp Malév Hungarian Airlines trở thành hội viên kết giao của liên minh (khác với hội viên đầy đủ, hội viên kết giao không có quyền bỏ phiếu), Malév Hungarian Airlines đã quyết định gia nhập liên minh Oneworld và ký một Bản ghi nhớ vào cuối tháng 5. Vài ngày sau SkyTeam thông báo tên của bốn thành viên kết giao mới sẽ gia nhập trước năm 2006, mỗi hãng được "tài trợ" bởi một thành viên hiện tại: Air Europa đặt tại Madrid (Air France tài trợ), Copa Airlines của Panama (Continental Airlines tài trợ và sở hữu một phần), Kenya Airways (KLM tài trợ và sở hữu một phần) và TAROM của România (Alitalia tài trợ). Mỗi hãng kết giao sẽ đưa vào một chương trình hành khách thường xuyên của một thành viên chính thức: Copa Airlines dùng OnePass của Continental, Kenya Airways và Air Europa dùng Flying Blue của Air France-KLM.

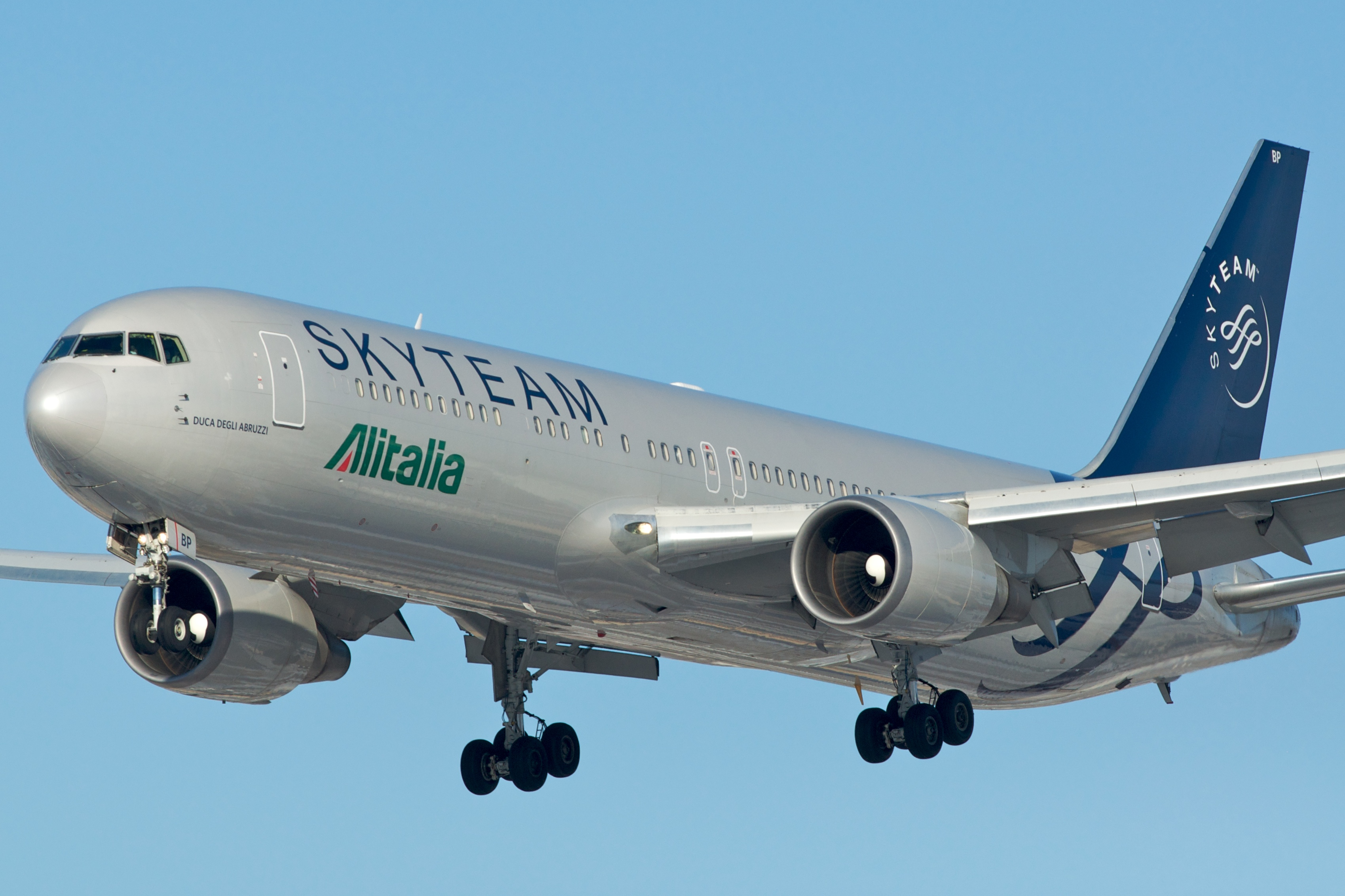
Chiếc Boeing 767-300ER của Alitalia (hãng thừa kế Alitalia-Linee Aeree Italiane), đăng ký với tên EI-DBP, với đồng phục SkyTeam. (2010)

Aeroflot giao nhập vào ngày 14 tháng 4 năm 2006 sau 24 tháng thực hiện tiến trình gia nhập từ tháng 5 năm 2004, trở thành hãng hàng không đầu tiên của Nga gia nhập liên minh. Aeroflot đã tăng tiêu chuẩn vận hành, qua được Kiểm tra An toàn Vận hành (IOSA) của Hiệp hội Vận tải Hàng không Quốc tế (IATA). Hãng con Song của Delta tiếp vận hành dưới tên gọi Delta Air Lines. Vào tháng 6, liên minh thông báo Portugália sẽ trở thành ứng viên kết giao tiếp theo, nhưng vào tháng 11, hãng đối thủ (và là thành viên của Star Alliance) TAP Portugal, đã mua 99,81% giá trị của hãng, kết thúc luôn vai trò ứng viên của hãng.

### Mở rộng năm2007
Vào ngày 4 tháng 9 năm 2007, Air Europa, Copa Airlines, Kenya Airways trở thành thành viên của chương trình Kết giao, là một chương trình nhằm phục vụ cho các hãng hàng không thuộc các khu vực chiến lược đang định tham gia liên minh. China Southern Airlines gia nhập SkyTeam vào ngày 15 tháng 11, là thành viên đầy đủ thứ 11 và là hãng đầu tiên từ Trung Quốc đại lục gia nhập SkyTeam. Hãng con Aerolitoral của Aeromexico đổi tên thành Aeromexico Connect.

### 2008–2009: Rời liên minh và sáng kiến mới

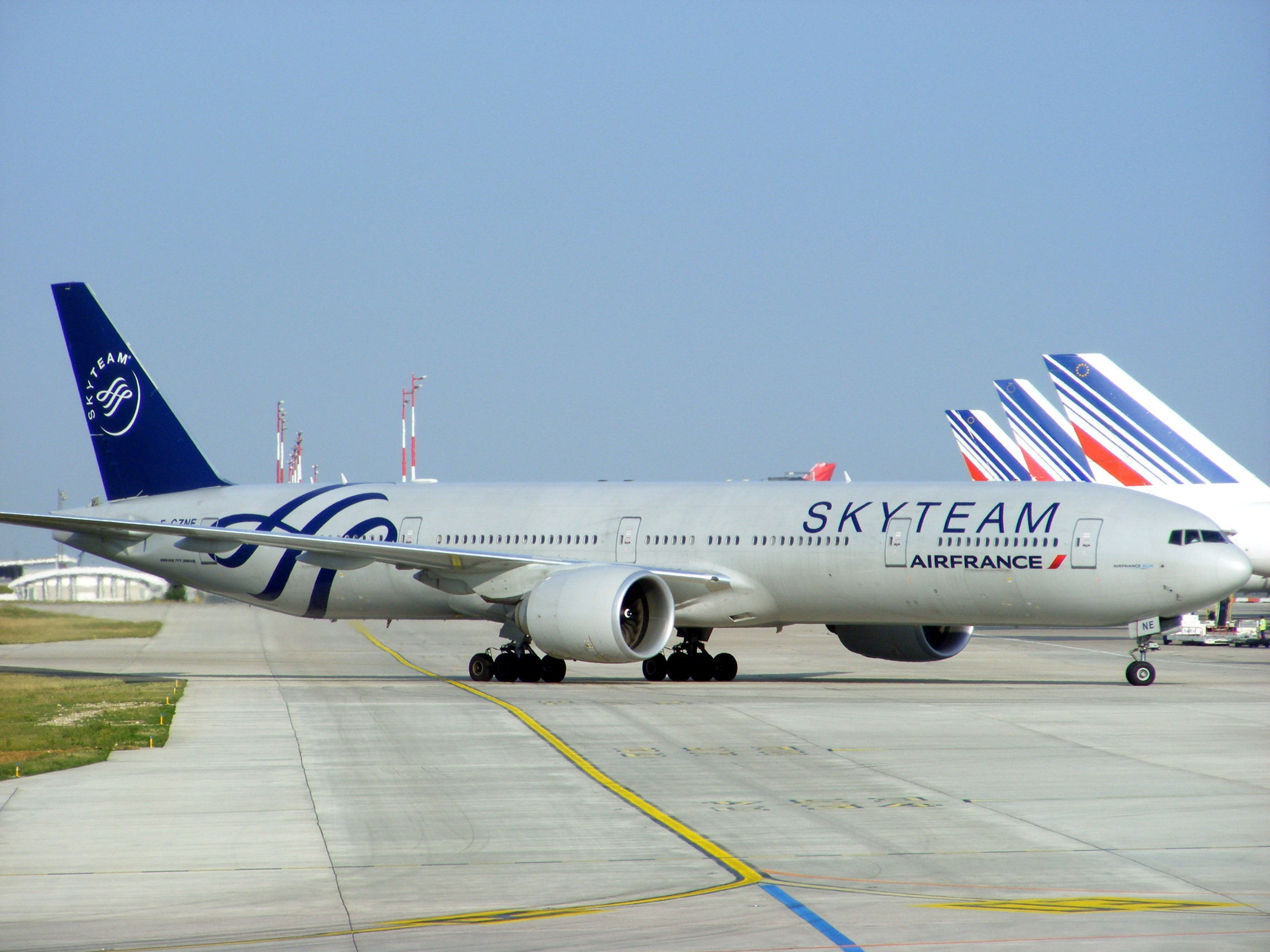
Chiếc Boeing 777-300ER (F-GZNE) của Air France trong đồng phục đặc biệt của SkyTeam, ra mắt năm 2009

Continental Airlines và Copa Airlines thông báo dự định chuyển sang Star Alliance sau chuyến bay cuối cùng của Continental với SkyTeam ngày 24 tháng 10 năm 2009. Alitalia-Linee Aeree Italiane tái hoạt động với tên mới Alitalia.
Vào năm 2009, liên minh thông báo các sáng kiến mới nhằm thành lập một trung tâm quản lý đặt tại Amsterdam. Ủy hội cũng giới thiệu Giám đốc điều hành mới, Marie-Joseph Malé. Liên minh cũng lên kế hoạch để mở một cơ sở tại Sân bay Heathrow London. Người ta cũng giới thiệu đồng phục đặc biệt mới. Vào ngày 24 tháng 10, Continental Airlines và Copa Airlines cùng rời SkyTeam, sau đó Continental Airlines gia nhập Star Alliance vào ngày 27 tháng 10. Vào thời điểm đó, có tin đồn rằng việc chuyển đổi là bước đi đầu tiên của Continental nhằm sáp nhập United và Continental.

### Kỷ niệm 10 năm thành lập
Đầu năm 2010, giấy chứng nhận hoạt động của Northwest Airlines và Delta Air Lines được chính thức kết hợp vào ngày 1 tháng 1, còn vào ngày 9 tháng 3, China Southern Airlines thông báo kế hoạch gia nhập SkyTeam Cargo. Khi đã có khả năng được trao quyền thành viên vào tháng 11, hãng này sẽ là hãng Trung Quốc đầu tiên gia nhập một liên minh vận tải hàng hóa toàn cầu. Vào ngày 16 tháng 4, China Eastern Airlines thông báo dự định tham gia liên minh, và buổi lễ gia nhập chính thức dự kiến tổ chức vào giữa năm 2011. Thông báo này đến sau vụ sáp nhập với Shanghai Airlines, một thành viên của đối thủ Star Alliance của SkyTeam.
Vào ngày 10 tháng 6, Vietnam Airlines trở thành thành viên đầy đủ trong buổi lễ tổ chức tại Hà Nội. Do đó, hãng này trở thành nhà vận chuyển SkyTeam đầu tiên ở Đông Nam Á, nơi Star Alliance đã có sự hiện diện mạnh mẽ qua hai hãng Singapore Airlines và Thai Airways. Với sự bổ sung 20 điểm đến mới vào bản đồ hành trình SkyTeam, Vietnam Airlines giúp liên minh có chỗ đứng vững chắc tại khu vực.

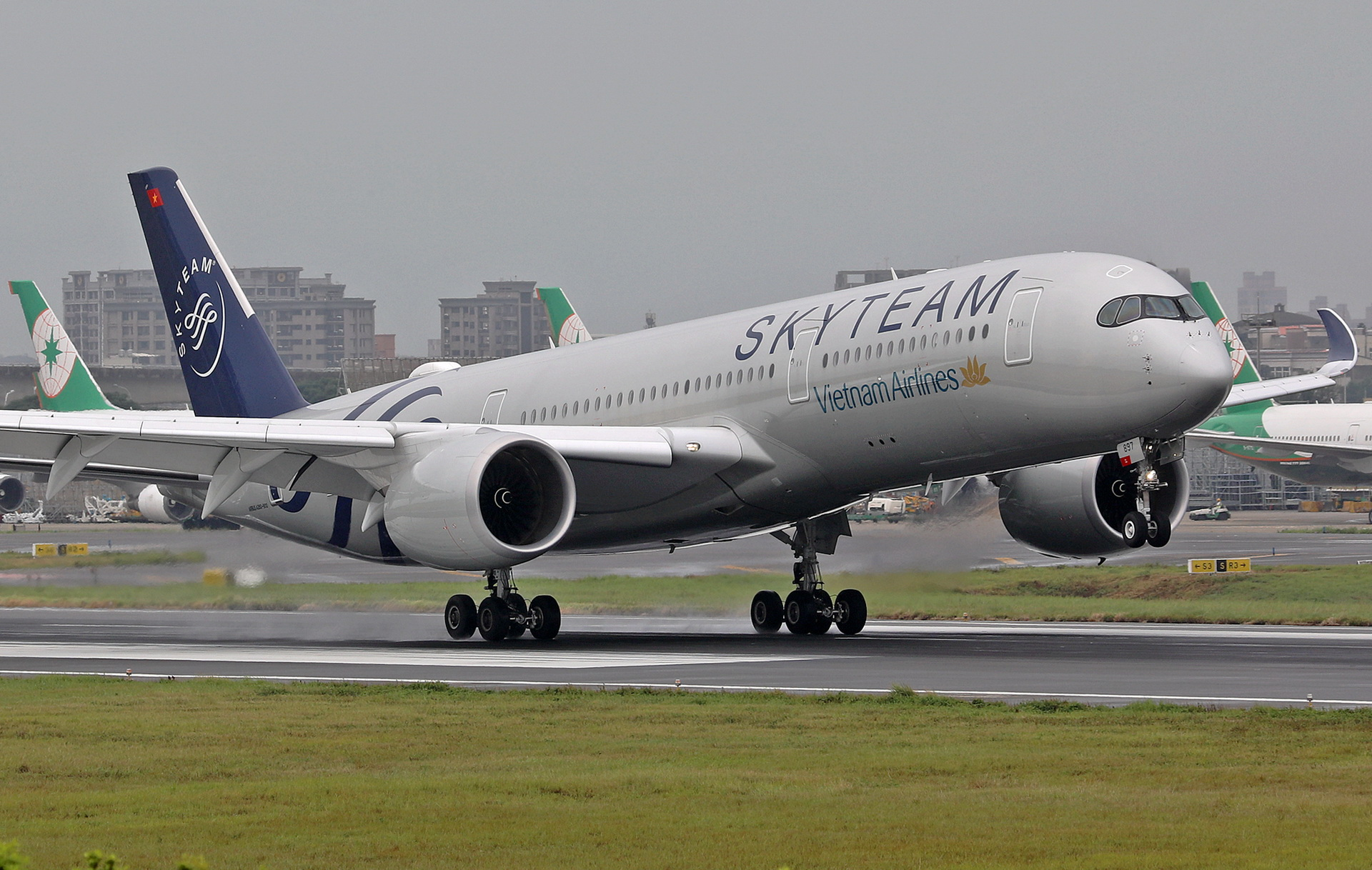
Chiếc máy bay Airbus A350-900 của Vietnam Airlines trong đồng phục của Skyteam

Ngày 22 tháng 6, các CEO và Chủ tịch của 13 hãng hàng không thành viên đã họp ở New York để kỷ niệm 10 năm thành lập liên minh. Trong thập niên hoạt động đầu tiên của mình, liên minh hàng không lớn thứ hai thế giới đã tăng số lượng thành viên lên gấp 3 lần, tăng số chuyến bay lên gấp đôi và số điểm đến lên gần gấp đôi. Trong cùng ngày, SkyTeam thông báo họ đã cải tiến chương trình thành viên của mình, vì vậy nâng cấp quyền thành viên của Air Europa và Kenya Airways từ thành viên kết giao thành thành viên đầy đủ, và chuẩn bị đưa TAROM thành thành viên đầy đủ trong tương lai. Trong buổi lễ, Ban quản trị đã trình bày kế hoạch tuyển thêm các thành viên từ khu vực Mỹ La Tinh, Nam Mỹ và Ấn Độ. Ba ngày sau, TAROM chính thức trở thành thành viên của SkyTeam. Để ăn mừng sự kiện, SkyTeam đã giảm giá cho các giá vé đi vòng quanh thế giới cùng các khuyến mại khác. Sau khi kỷ niệm 10 năm thành lập, SkyTeam dự kiến sẽ tăng sự thoải mái cho khách hàng và tăng cường sự hợp tác giữa các thành viên ngoài việc mở rộng vào các khu vực chưa có sự hiện diện của SkyTeam.
| “                                                                 | Ở Nam Mỹ, Ấn Độ và châu Phi, rõ ràng sẽ có một cuộc cạnh tranh khốc liệt nhằm lôi kéo những hãng hàng không tốt vào liên minh của các bạn. | ” |
| — Leo van Wijk, Chủ tịch trong sự kiện kỷ niệm 10 năm của SkyTeam | |   |

Trong năm đó, Delta Air Lines chuyển 1,02 tỷ Đô la Mỹ cho Japan Airlines sau khi hãng hàng không châu Á này nộp đơn phá sản do nợ 26 tỷ đô la, cùng lúc đó vận động thành viên lớn nhất của Oneworld ở châu Á chuyển sang SkyTeam. Delta, cùng với American Airlines, muốn Japan Airlines trở thành liên minh để hưởng lợi từ thỏa thuận Open Skies giữa Mỹ-Nhật. Cuối cùng, Japan Airlines quyết định ở lại Oneworld, nói rằng việc chuyển sang SkyTeam sẽ làm hành khách của họ bối rối, và tránh luật chống lũng đoạn của Hoa Kỳ.

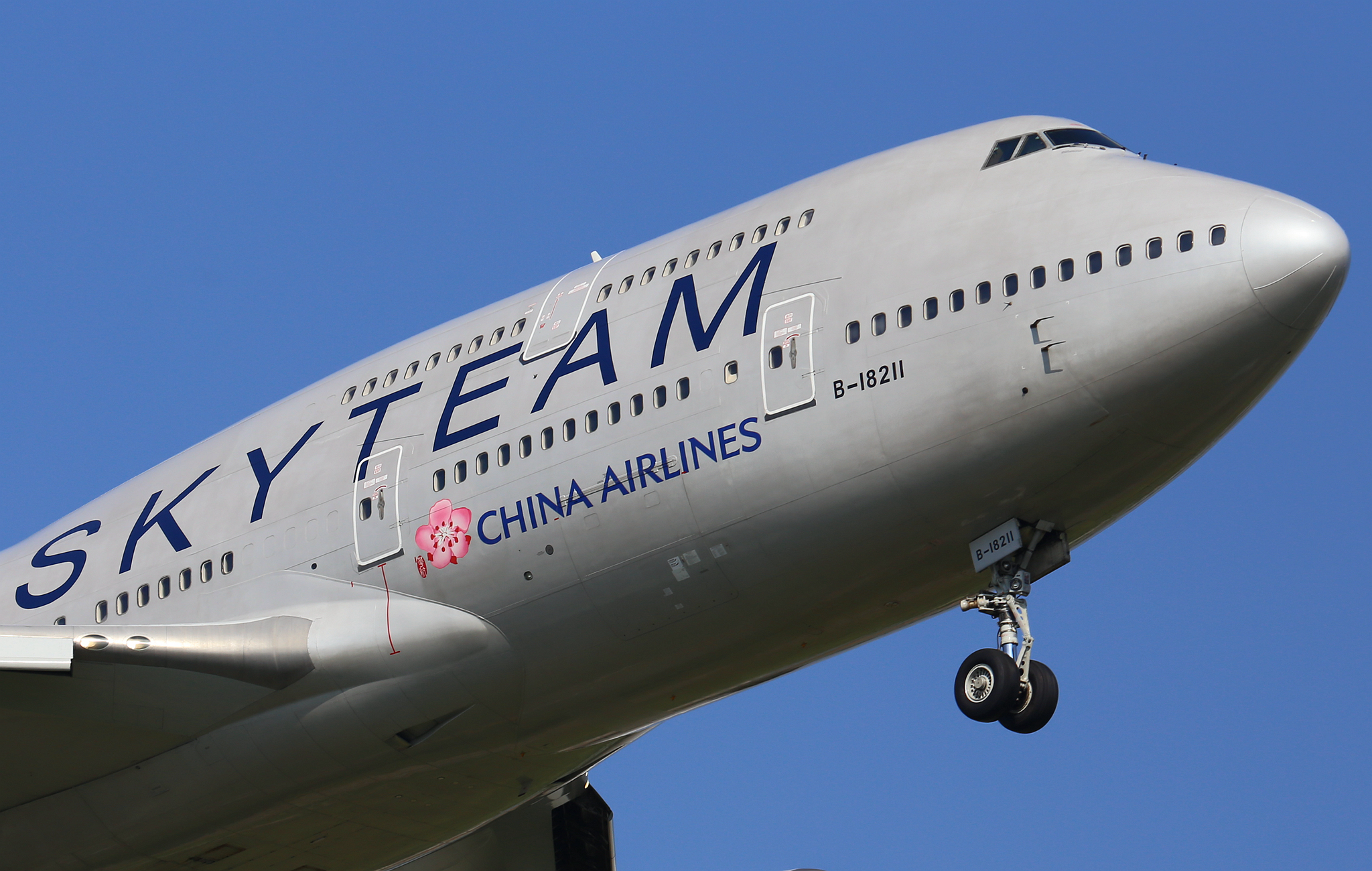
China Airlines sẽ trở thành thành viên đầy đủ của SkyTeam vào năm 2011.

Vào ngày 14 tháng 9, trong thời gian 5 tháng, SkyTeam nhận được lá đơn xin gia nhập thứ hai. China Airlines, hãng hàng không quốc gia và là hãng lớn nhất của Đài Loan, thông báo rằng họ đã bắt đầu quá trình gia nhập. Sau khi gia nhập, mạng lưới hoạt động của hãng sẽ bổ sung với China Southern Airlines và China Eastern Airlines, cho phép việc hợp tác giữa ba hãng, cũng như tăng cường sự hiện diện của SkyTeam không chỉ ở Trung Quốc và Đài Loan, mà còn khắp khu vực châu Á - Thái Bình Dương. Đến tháng 10, Aerolíneas Argentinas ký một thỏa thuận để chính thức bắt đầu quá trình trở thành thành viên SkyTeam đầu tiên ở Nam Mỹ. Hãng đặt mục tiêu gia nhập vào năm 2012.
Ngày 1 tháng 11, Shanghai Airlines rời khỏi Star Alliance để gia nhập SkyTeam sau khi công ty mẹ của nó, China Eastern Airlines sẽ là thành viên SkyTeam trong tương lai. Việc này hỗ trợ cho sự hiện diện của SkyTeam tại Trung Quốc và các vùng lân cận, đưa SkyTeam trở thành liên minh số một trong khu vực. Garuda Indonesia, hãng hàng không quốc gia Indonesia, chính thức bắt đầu quá trình gia nhập vào ngày 23 tháng 11, và dự kiến tham gia chính thức năm 2012. Sau khi gia nhập, hãng sẽ trở thành hãng hàng không Đông Nam Á thứ hai gia nhập SkyTeam, do đó cạnh tranh với sự thống trị của Star Alliance trong khu vực thông qua Thai Airways và Singapore Airlines.

### 2011: Sự mở rộng lớn

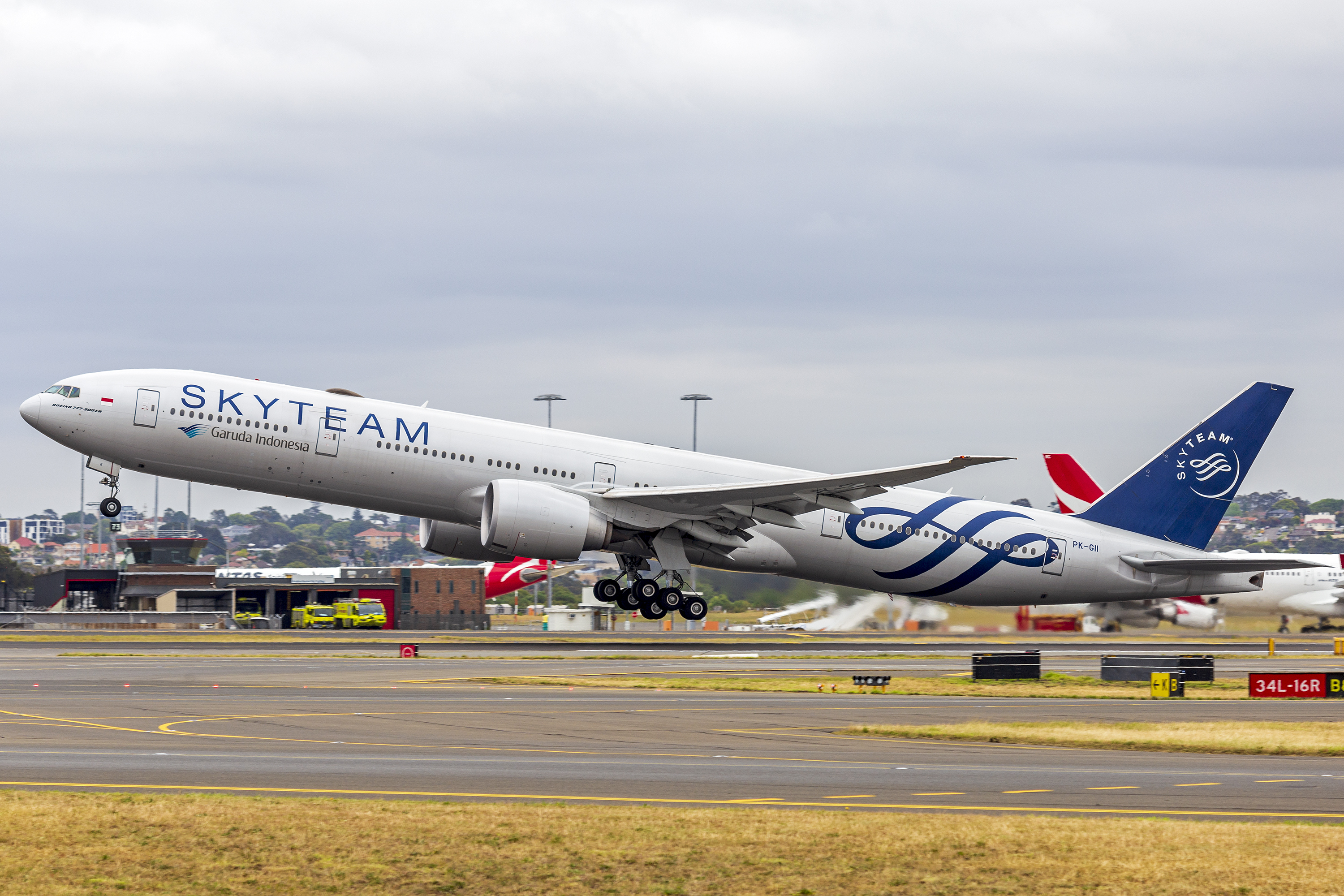
Boeing 777-300ER của Garuda Indonesia cất cánh tại Sân bay Sydney

Ngày 10 tháng 1, SkyTeam thông báo rằng Saudi Arabian Airlines đã ký một thỏa thuận gia nhập liên minh vào năm 2012. Hãng hàng không sẽ là thành viên đầu tiên của SkyTeam ở Trung Đông, bổ sung thêm 35 đích đến mới vào mạng lưới liên minh. Những đích đến này nằm ở Bán đảo Ả Rập, tiểu lục địa Ấn Độ và Bắc Phi. SkyTeam cũng cạnh tranh với liên minh Oneworld và thành viên Royal Jordanian Airlines của liên minh này ở Trung Đông. Vào ngày 19 tháng 1, SkyTeam thông báo rằng Middle East Airlines sẽ tham gia liên minh vào năm 2012. Hãng Middle East Airlines bay đến 30 điểm, chủ yếu ở Trung Đông và Tây Phi, vì vậy tăng cường sự hiện diện của SkyTeam trong khu vực. Ngày 14/9 tại Đài Bắc, Hãng hàng không China Airlines đã ký thỏa thuận cam kết gia nhập liên minh hàng không SkyTeam. Đây là tín hiệu khởi đầu cho quá trình China Airlines trở thành thành viên chính thức của liên minh hàng không SkyTeam vào giữa năm 2011. Tại buổi lễ ký kết, ông Marie-Joseph Male, Giám đốc điều hành của liên minh SkyTeam cho rằng: " Mạng lưới hoạt động của China Airlines sẽ được kết hợp với các hãng hàng không lớn tại đại lục như China Southern trụ sở ở Quảng Châu và China Eastern Airlines trụ sở ở Thượng Hải". Ông cho biết thêm: "China Airlines là hãng hàng không cung cấp dịch vụ vận tải hàng hóa và hành khách lớn nhất giữa hai bờ eo biển Đài Loan, việc gia nhập SkyTeam sẽ đánh dấu một cột mốc quan trọng cho nỗ lực của Đài Loan trong việc trở thành một trong những trung tâm thương mại và vận tải hàng không hàng đầu khu vực châu Á".
Ông Philip Wei, chủ tịch của China Airlines nói: "Với tư cách là hãng hàng không đầu tiên của Đài Loan tham gia vào liên minh hàng không hàng đầu thế giới, chiến lược của chúng tôi là tiếp tục giữ vững lợi nhuận và thúc đẩy cạnh tranh trên thị trường quốc tế". Tổng giám đốc điều hành Sun Huang-Hsiang của China Airlines cho biết thêm rằng việc gia nhập SkyTeam sẽ giúp doanh thu vận tải hành khách hàng năm của hãng tăng thêm vào khoảng 1,6 tỷ đô la Đài Loan (tương đương 50,4 triệu USD). Được thành lập năm 1959, China Airlines là hãng hàng không lớn nhất Đài Loan, hãng đang khai thác đội bay gồm 66 máy bay (gồm 46 máy bay vận tải hàng khách và 20 máy bay vận tải hàng hóa) tới 93 điểm đến tại 28 quốc gia trên thê giới. China Airlines sẽ là thành viên thứ 14 của liên minh hàng không SkyTeam.

## Các hãng hàng không thành viên

### Thành viên và các công ty con thành viên

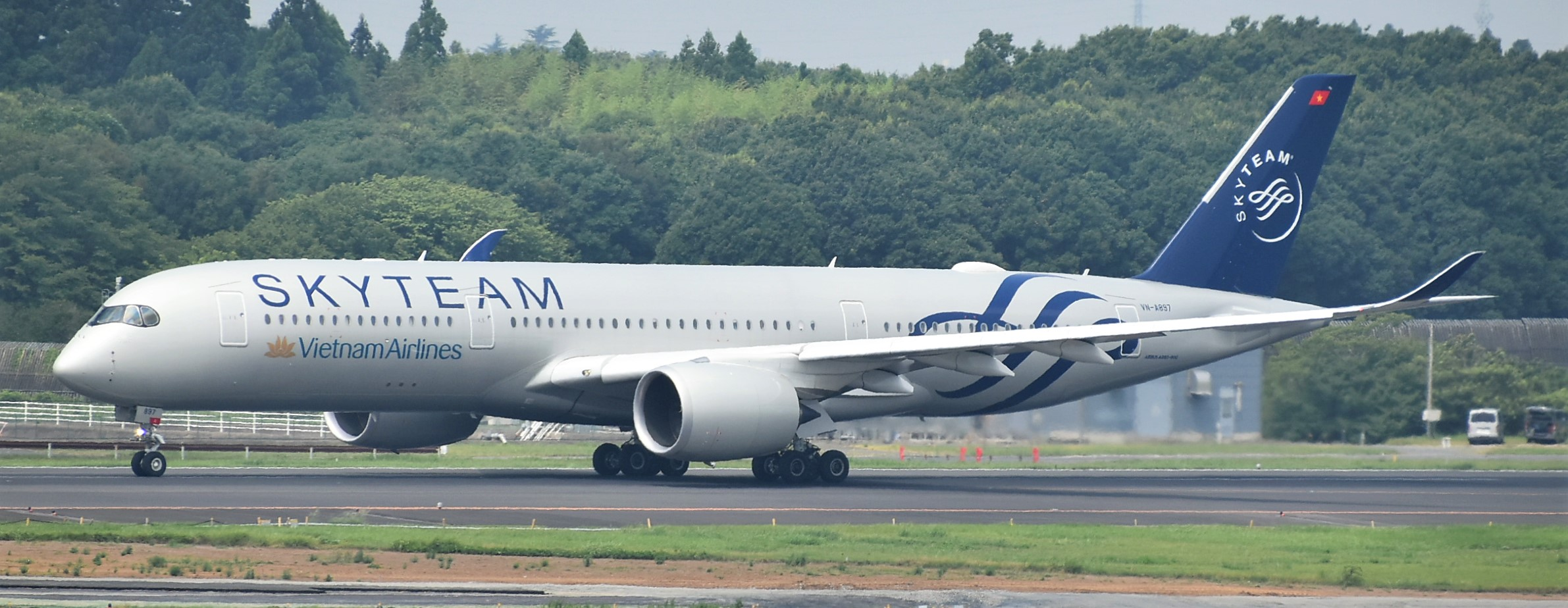
Airbus A350 900 của Hãng hàng không Quốc gia Việt Nam (Vietnam Airlines)

A Thành viên sáng lập
B Air France và KLM Royal Dutch Airlines là một phần của công ty mẹ hàng không Air France-KLM

### Thành viên cũ
A Alitalia tái ra mắt hoạt động vào năm 2009
B Rời liên minh để gia nhập Star Alliance cùng với United Airlines
C Chứng chỉ hoạt động của Northwest Airlines được kết hợp với Delta Air Lines.
 Northwest Airlines ngừng hoạt động với vai trò là hãng vận chuyển độc lập và mọi chuyến bay sẽ được vận hành dưới tên của Delta Air Lines
A Thành viên liên kết với vai trò sáng lập và đã đổi tên thành Aeromexico Connect.
B Thành viên liên kết với vai trò sáng lập. Được thay bằng HOP!.
C Thành viên liên kết với vai trò sáng lập. Được thay bằng Song Airlines.
D Hoạt động của Song nhập vào đoàn bay của Delta.
E Thành viên liên kết với vai trò sáng lập và sáp nhập với CityJet.
A Rời liên minh vào ngày 24 tháng 10 năm 2009 và gia nhập Star Alliance vào giữa năm 2012.

## SkyTeam Cargo
SkyTeam Cargo là phân nhánh vận tải hàng hóa của SkyTeam. Trong hai liên minh hàng hóa hiện nay, SkyTeam Cargo lớn hơn đối thủ WOW Alliance. Liên minh hàng hóa gồm có 5 thành viên từ liên minh hành khách - Air France ,Delta Air Logistics, KLM Cargo, Korean Air Cargo, Saudi Arabian Airlines

#### Bắc Mỹ

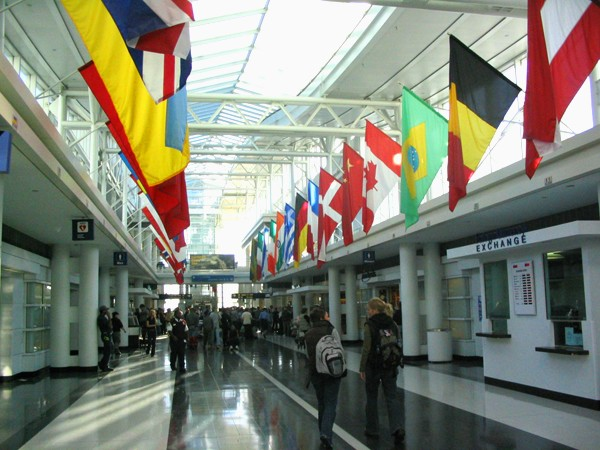
Chicago O'Hare International Airport Terminal 5

## Lợi ích và dịch vụ

### Chương trình khách hàng thường xuyên
SkyTeam không có chương trình khách hàng thường xuyên của riêng mình. Tuy nhiên, thay vào đó, 20 hãng hàng không thành viên có các chương trình hành khách thường xuyên riêng cho phép hành khách được tích lũy dặm bay thường xuyên và lấy vé thưởng trong mạng bay toàn cầu của liên minh. Khi trở thành hội viên của một trong 20 chương trình hội viên, khách hàng sẽ được hưởng lợi ích trong liên minh.
Chương trình khách hàng thường xuyên của các thành viên SkyTeam hoàn toàn độc lập, do vậy không thể gộp dặm bay đã tích lũy. Khách hàng chọn một trong số các chương trình khách hàng thường xuyên và tích lũy dặm bay thường xuyên vào tài khoản của chương trình đó. Dặm bay tích lũy này có thể đổi thành vé thưởng trên các chuyến bay của bất kỳ hãng hàng không thành viên SkyTeam.
Tháng 11/2008, SkyTeam đã khai trương giai đoạn 1 của chương trình vé thưởng nâng hạng ghế bằng dặm bay SkyTeam, theo đó khách hàng thường xuyên SkyTeam được dùng dặm bay thường xuyên trong tài khoản của mình để nâng lên vé hạng thương gia trên các chuyến bay quốc tế của hầu hết các hãng hàng không thành viên SkyTeam. Ngoài ra, một số hãng hàng không thành viên cũng ký kết các hợp đồng song phương cho phép khách hàng được sử dụng dặm bay để nâng hạng ghế trên chuyến bay do hãng hàng không thành viên khác khai thác.
9 thành viên SkyTeam hiện đang tham gia chương trình, bao gồm: Aeroflot, Aeromexico, Air France, China Airlines, China Southern,Czech Airlines, Delta Air Lines, KLM và Korean Air.

### SkyPriority
SkyPriority cung cấp cho khách hàng chọn một loạt các dịch vụ chuyên dụng trong sân bay - chẳng hạn như được vào phòng chờ, ưu tiên check-in, ưu tiên lên máy bay, ưu tiên lấy hành lý sẽ giúp việc đi lại trong toàn liên minh dễ dàng hơn, nhanh hơn và thuận tiện hơn.
SkyPriority bao gồm những dịch vụ sau:
- Được vào phòng chờ
- Ưu tiên nhận hành lý
- Dịch vụ ưu tiên tại phòng vé sân bay
- Dịch vụ ưu tiên tại bàn chuyển
- Ưu tiên soi chiếu an ninh, nếu có
- Ưu tiên nhập cảnh, nếu có
- Ưu tiên lên máy bay
- Ưu tiên xử lý hành lý

SkyPriority có sẵn tại hầu hết các sân bay trong mạng lưới toàn cầu của SkyTeam. Tuy nhiên, không phải tất cả các lợi ích đều có thể có sẵn ở mọi địa điểm (ví dụ: ưu tiên nhập cảnh hoặc ưu tiên soi chiếu an ninh).
Các dịch vụ được cung cấp bởi SkyPriority không thể mua. SkyPriority là một dịch vụ du lịch đặc biệt có thể được sử dụng bởi khách hàng với hạng nhất và hạng thương gia và các thành viên SkyTeam Elite Plus bất kể hạng ghế của họ.

### Hạng thẻ Elite và Elite Plus
Hội viên hạng thẻ Elite của SkyTeam được hưởng những ưu đãi như sau:
- Ưu tiên trong danh sách chờ đặt chỗ (nếu vé mua có mức giá cho phép)
- Ưu tiên chọn chỗ ngồi
- Ưu tiên tại quầy làm thủ tục
- Ưu tiên lên máy bay hoặc theo ý thích
- Thêm hành lý miễn cước

Hạng thẻ Elite mà khách hàng đạt được từ chương trình khách hàng thường xuyên ưa thích của mình không thể chuyển đổi sang một chương trình KHTX của hãng khác. Tuy nhiên, khi đã đạt hạng thẻ Elite của một chương trình khách hàng thường xuyên, khách hàng sẽ trở thành chủ thẻ Elite của SkyTeam và được nhận biết trong toàn bộ 20 hãng hàng không thành viên SkyTeam.